# Pseudautomeris irene
Pseudautomeris irene är en fjärilsart som beskrevs av Pieter Cramer 1780. Pseudautomeris irene ingår i släktet Pseudautomeris och familjen påfågelsspinnare. Inga underarter finns listade i Catalogue of Life.

## Bildgalleri

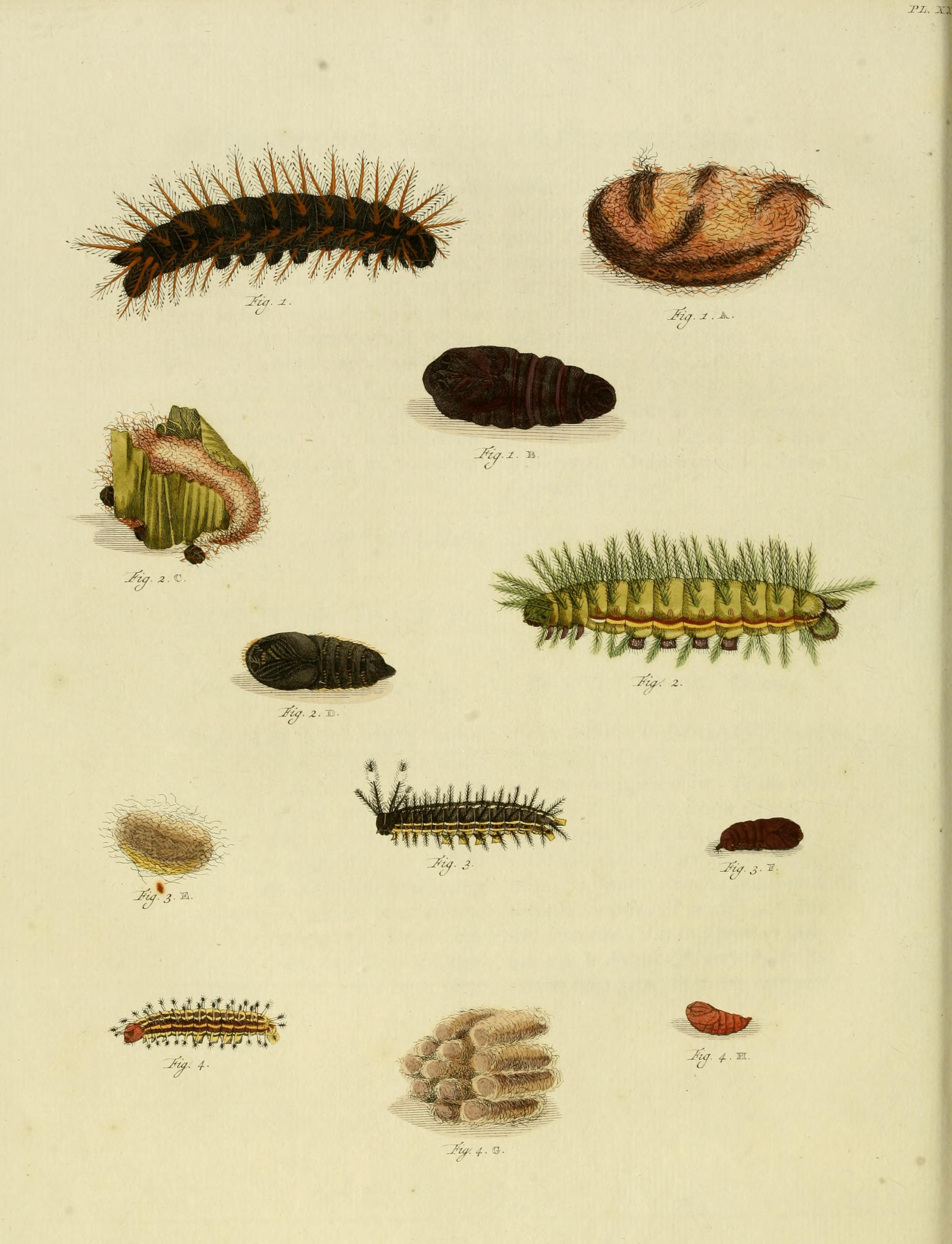
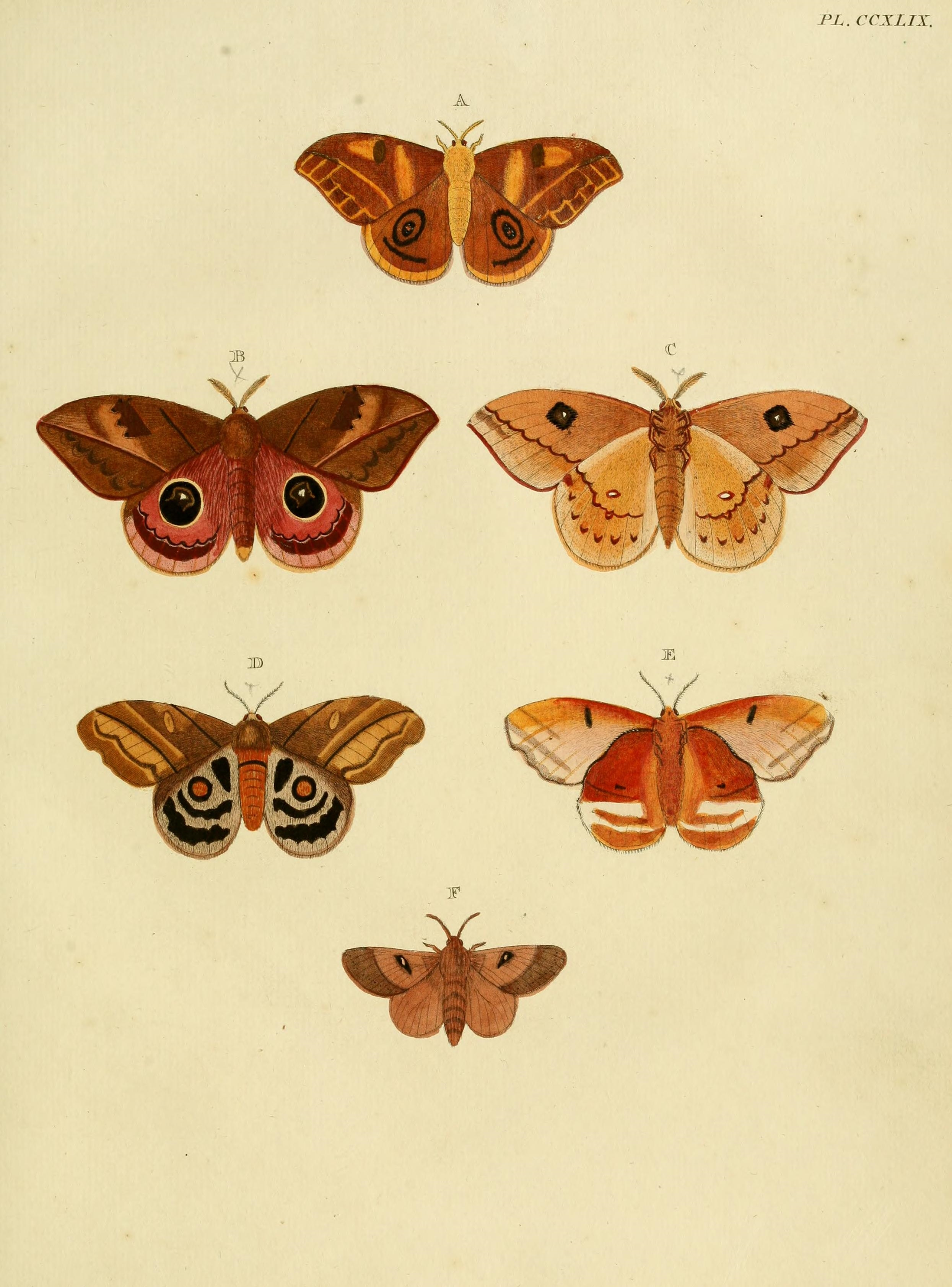